# アビメレク
アビメレク（ヘブライ語:אבימלך）は、ゲラル地方のペリシテ人の王である。『旧約聖書』「創世記」に登場する。名前は「我が父は王である」という意味である。
アビメレクは聖書中に（ギデオンの子を除いて）2人登場する。伝統的に両者は親子であると解釈される。ただし、2人の間には共通点も多く見られるので、単独の人物だったという説もある。本項では便宜上、2人に分けて解説する。

## 20章に登場するアビメレク
このアビメレクは伝統的に親の方のアビメレクと解釈されている。ゲラル地方の王であった。アブラハムがそこに滞在している間、妻であるサラを取られないように妹と偽ったことがある。アビメレクは夢で事実を知り、姦淫の罪を犯さずに済んだので、最終的にはアブラハム達を優遇した。

## 26章に登場するアビメレク
このアビメレクは子の方のアビメレクであったと理解されている。父と同じく、ペリシテ人の王であった。アブラハムの息子イサクは飢饉があった頃、ゲラル地方に滞在していた。そこの地元の住民達に妻であるリベカのことについて尋ねられ、殺されることを免れるために、妹と偽った。アビメレクはその後、イサクとリベカの親しい仲を目撃し、悲劇は未然に終わったのである。